# 西鉄福岡市内線
福岡市内線（ふくおかしないせん）は、かつて福岡県福岡市の市内を走っていた西日本鉄道（西鉄）の軌道路線の総称である。1979年（昭和54年）2月11日に全線が廃止された。
区間名称として貫通線（かんつうせん）・循環線（じゅんかんせん）・城南線（じょうなんせん）・呉服町線（ごふくまちせん）・吉塚線（よしづかせん）・築港線（ちっこうせん、貨物線）の6路線があった。加えて地方鉄道宮地岳線（みやじだけせん）への乗り入れ区間（千鳥橋 - 貝塚間）が、通称貝塚線（かいづかせん）と呼ばれていた。

## 路線データ
（いずれも各路線の廃止時のデータ）
- 路線距離（営業キロ）：貫通線＝11.9 km、循環線（福博循環線）＝7.0 km、城南線＝5.0 km、呉服町線＝0.8 km、吉塚線＝1.2 km、築港線＝3.0 km、宮地岳線（貝塚線）＝3.3 km
- 軌間：築港線のみ1,067 mm、それ以外は1,435 mm（ただし築港線と循環線・吉塚線との並行区間は1,067 mm と1,435 mm の三線軌条）
- 停留場・駅数（起終点停留場・駅含む）：貫通線＝32停留場、循環線＝19停留場、城南線＝12停留場、呉服町線＝3停留場、宮地岳線（貝塚線）＝8停留場、吉塚線＝2停留場、築港線＝2駅（貨物駅）
- 単線区間：室見橋 - 姪浜間、他は複線
- 電化区間：全線電化（直流600 V）

## 歴史

### 開業から西鉄成立まで
福岡市内線の母体は、中央資本の福澤桃介・松永安左エ門らによって設立された福博電気軌道と、地元資本家の渡邊與八郎らによって設立された博多電気軌道である。この2社は明治時代末期のほぼ同時期、福岡市内でそれぞれ別々に路面電車を開通させ、以後、要所で両社の路線を接続させつつも別々に路線網を拡大していった。なお福博電気軌道は合併や社名変更により博多電灯軌道→九州電灯鉄道→関西電気→東邦電力と名を変え、博多電気軌道は1912年（明治45年）に九州水力電気に吸収合併されたのち1929年（昭和4年）に分離され博多電気軌道（2代目）となっている。千鳥橋（←新博多） - 貝塚間は、現在のJR九州香椎線、国鉄香椎線旅石支線と共に博多湾鉄道（後の博多湾鉄道汽船）によって開業した。
東邦電力と九州水力電気は電力事業の事業区域が重複し競合関係であったため、両社の関係は険悪で、2社併存により乗客獲得競争が行われる一方、利用者の側にとっては運賃などで不便をきたしていた。しかし1934年（昭和9年）に東邦電力は電車事業を分離して新会社の福博電車を設立し、博多電気軌道は全事業を福博電車に譲渡することで合意し、福博電車による経営一元化が実現した。福博電車は資本金330万円、本社を福岡市天神町58番地に置いた。その後、戦時体制下の1941年（昭和16年）には電力国家管理政策に伴い、企業存続ができなくなった東邦電力は福博電車の株式をすべて九州電気軌道に譲渡している。
1942年（昭和17年）に福博電車は九州鉄道、博多湾鉄道汽船、筑前参宮鉄道とともに九州電気軌道に吸収合併され、同社が商号を改めて西日本鉄道が成立した。旧福博電車線と後に宮地岳線の新博多 - 貝塚間は同社の福岡市内線となった。

### 西鉄成立から昭和30年代まで

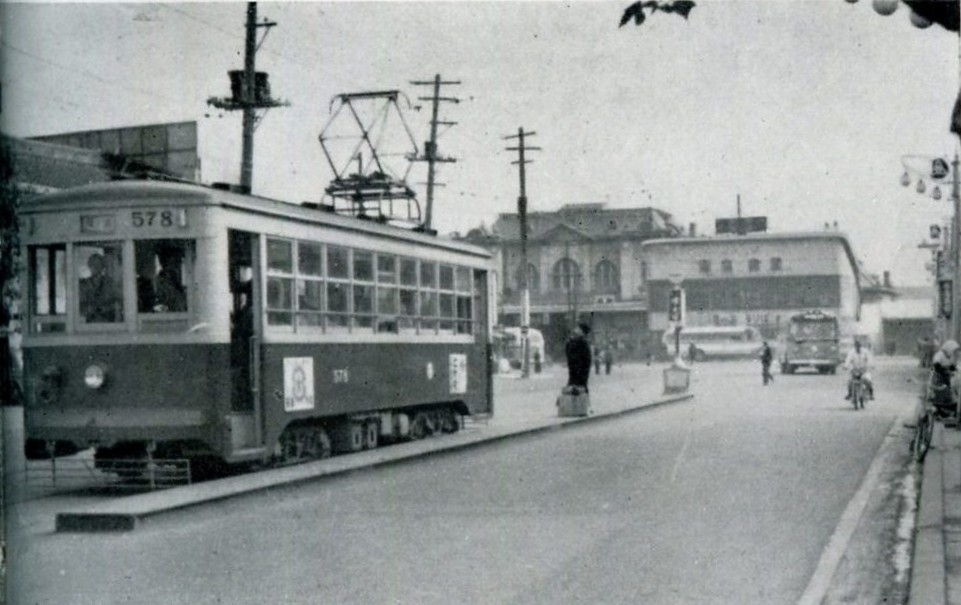
1958年頃の博多駅前停留場。背後は国鉄博多駅2代目駅舎。

西鉄成立当時の福岡市内線の車両はすべて2軸車（大半が木造車）であり、輸送力増強が急がれた。そのため1943年（昭和18年）に大牟田市内線用として製造されたボギー車200形のうち9両を福岡市内線に一時的に配置している。続いて2軸車の改造名義で501形・551形ボギー車を発注したが、これらは戦時下のため落成が遅れ、戦後の1946年（昭和21年）から使用開始した。また1947年（昭和22年）には北九州線の100形を3両転属させ300形として使用した。
1948年（昭和23年）に2軸車のうち状態が良く当面使用する70両を1 - 70に改番（他の2軸車はそれまでに廃車）。同年から3年間にわたり501形・551形とほぼ同形態の561形ボギー車を48両新製し、1950年（昭和25年）からは北九州線から1形・35形木造ボギー車56両を転属させた。さらに北九州線で採用した連接車の改良型を1954年（昭和29年）からは福岡市内線にも投入している。この一連の車両新製・転属により営業運転用の2軸車は同年中に全廃された。
また同じ1954年（昭和29年）には宮地岳線の西鉄博多（→博多湾鉄道汽船時代の名称である新博多に改称） - 西鉄多々良（→競輪場前に改称）間（軌間 1,067 mm、直流1,500 V、単線）を福岡市内線と同じ軌間1,435 mmに改軌、架線電圧を直流600 Vに降圧、複線化したうえ、営業取り扱い上は福岡市内線に編入している。
1961年（昭和36年）には貨物線の築港線が休止となった。同線は国鉄（主に篠栗線・勝田線）の貨車（石炭車）を吉塚駅から博多築港へ直通させ、博多築港への石炭輸送を行うことを目的として敷設された貨物線であり、専用の電気機関車で貨車を牽引していたが、博多臨港線の開業・延長により国鉄線経由で博多港への貨物輸送が可能となったため輸送量が減少していた。
1963年（昭和38年）12月1日に国鉄博多駅が約600 m南東に移転した。当初は福岡市内線は移設されず、馬場新町停留場そばの西鉄バス博多発着所から（新）博多駅前広場の臨時バスターミナルへの電車連絡バスを運行することで対応したが、7か月後の翌1964年（昭和39年）7月1日に（新）博多駅前を通る新線を開業した。旧線もしばらくは営業が続けられたが、同年12月7日に廃止されている（昭和38年豪雨で柳橋道路橋が崩落したので、その再建まで営業を続けた）。

### 昭和40年代から全廃まで

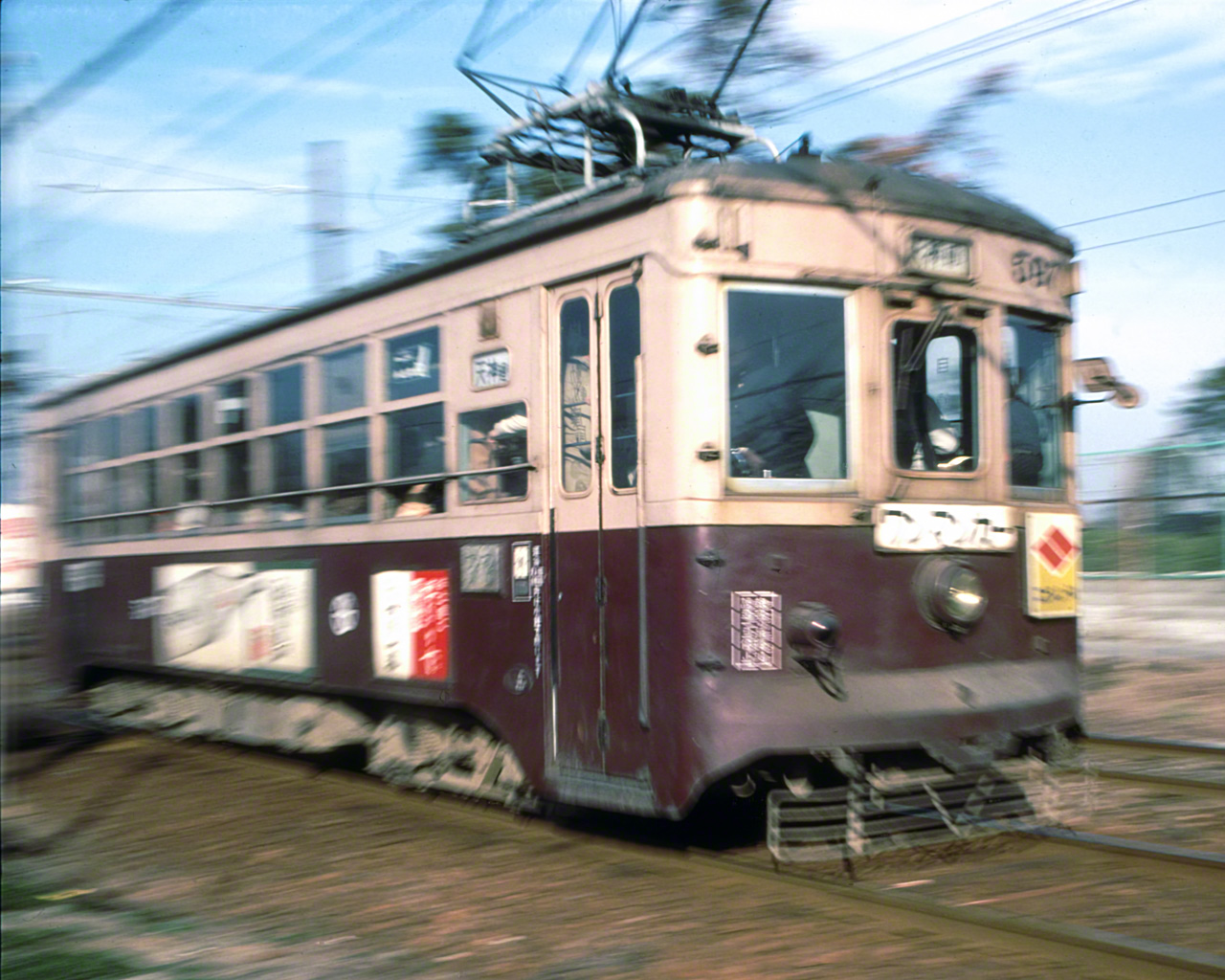
全廃間近の頃の福岡市内線電車

昭和30年代から福岡市でも全国の他都市と同様、自家用車の普及（モータリゼーション）、路面電車沿線の都市中心部の人口が減少し郊外の人口が増加するドーナツ化現象などの影響により路面電車の利用者が減少、また1963年（昭和38年）から福岡、北九州両路面電車路線の自動車軌道敷内通行が解禁されたことにより定時性の低下という問題が発生、特に福岡市内線の影響は深刻で、走行速度は平均2割落ち、自転車にさえ追い抜かれる状態となり、昭和36年度（1961年4月 - 1962年3月）に2億6,000万人いた延べ乗客数が、昭和42年度（1967年4月 - 1968年3月）には2億3000万人と1割以上減少、路線バスの年間乗客総数の半数を割り込み、軌道事業はついに赤字に転落、同社が運営する路線バス事業から見ても、渋滞の原因になる路面電車の存在は「お荷物」となっていた。
対策として、まずボギー車でのワンマン運転（車掌乗務廃止）および連接車でのツーマン運転（車掌を2人から1人に減らす）の実施、信号場の自動化などの合理化・近代化を実施して人員数を圧縮していった。これに合わせる形で木造の100形が全廃された。
一方、福岡市・北九州市の将来の交通体系を審議する都市交通審議会（現在の交通政策審議会の前身）北部九州部会では、1971年（昭和46年）に「福岡市および北九州市を中心とする旅客輸送力の整備増強に関する基本計画について」と題する答申案を運輸大臣に提出した。この内容は、1985年（昭和60年）までに高速鉄道（地下鉄もしくはモノレール）を中心とした総合的交通体系を確立し、路面電車を廃止するというものであった。
これを受けて運輸省、福岡市、北九州市、西鉄により福岡市交通問題審議会が開催され、協議の結果答申通り福岡市は市営地下鉄を建設し、西鉄は路面電車を廃止してバス路線を整備する方針が固められた。まず1973年（昭和48年）に交通渋滞の著しい国道201号（当時）を通る吉塚線が廃止されたのを皮切りに、1975年（昭和50年）には地下鉄工事区間と並行する貫通線、呉服町線、城南線が廃止された。このときに連接車は廃車または譲渡され、ボギー車も500形・551形と561形の一部を除き廃車、または北九州線に転出した。
その後、残った福博循環線と宮地岳線（貝塚線、千鳥橋 - 貝塚）も1979年（昭和54年）2月11日に廃止され、福岡市内線は全廃された。

### 年表
- 1909年（明治42年）9月27日 福博電気軌道設立（のち合併や商号変更などにより博多電灯軌道→九州電灯鉄道→関西電気→東邦電力となった）
- 1910年（明治43年） - 1911年（明治44年） 福博電気軌道が箱崎- 今川橋間を開通[5]
- 1910年（明治43年）3月31日 博多電気軌道設立（のち合併などにより九州水力電気→博多電気軌道（二代目）となった）
- 1910年（明治43年） - 1914年（大正3年） 博多電気軌道→九州水力電気が北筑線・循環線・築港線を全通させる。
- 1912年（大正元年）11月4日 博多電気軌道が九州水力電気に合併される
- 1921年（大正10年）6月5日 九州電灯鉄道が工科前 - 箱崎間を開通
- 1922年（大正11年）5月31日 九州電灯鉄道、関西電気に合併される（その後6月25日に関西電気は東邦電力に社名変更）。
- 1922年（大正11年）7月26日 九州水力電気が北筑線今川橋 - 姪の浜間を改軌・電化
- 1927年（昭和2年）3月26日 九州水力電気が渡辺通一丁目 - 西新町間を開通（城南線が全通）
- 1929年（昭和4年）7月1日 九州水力電気が福岡市内の軌道事業を分離し、博多電気軌道（二代目・5月1日設立）が発足
- 1932年（昭和7年）3月25日 博多電気軌道が今川橋 - 西新町を東邦電力に譲渡
- 1934年（昭和9年）11月1日 博多電気軌道と東邦電力が軌道事業を譲渡し、新会社福博電車を設立、福岡市内の軌道事業を一元化（福博電車設立は同年10月26日）[6]
- 1942年（昭和17年）9月19日 陸上交通事業調整法により福博電車が九州電気軌道ほか3社と合併。
- 1942年（昭和17年）9月22日 九州電気軌道が西日本鉄道に商号変更（登記）。後に会社創立記念日に制定。
- 1944年（昭和19年）12月3日 吉塚線（三角 - 吉塚駅間）休止
- 1954年（昭和29年）7月1日 2両連接車（1000形）導入
- 1954年（昭和29年）3月5日 宮地岳線西鉄博多 - 西鉄多々良間を1435mm軌間に改築・複線化し、通称貝塚線として営業上、福岡市内線に編入（法規上は引き続き地方鉄道線で、宮地岳線の一部として扱われた）。同時に西鉄博多を新博多に、西鉄多々良を競輪場前に改称。
- 1959年（昭和34年）3月3日 吉塚線（三角 - 吉塚駅間）廃止
- 1961年（昭和36年）2月11日 築港線（吉塚駅 - 博多築港間）休止（廃止は1963年9月1日。実態は築港口 - 博多築港間のみ軌道撤去、他区間は3線軌道の廃止）
- 1964年（昭和39年）7月1日 博多駅（1963年12月1日移転）への接続をはかるため、（旧）博多駅前を馬場新町と改称し（同時に呉服町線馬場新町を祇園町と改称）、循環線新線（馬場新町 - 博多駅前 - 柳橋間）を開通（この時点では旧線は残存）
- 1964年（昭和39年）12月7日 循環線旧線（馬場新町 - 管絃町 - 柳橋間）廃止
- 1968年（昭和43年）4月26日 ワンマンカー（16系統）、ツーマン連接車（25系統）運転開始
- 1973年（昭和48年）1月5日 吉塚線廃止
- 1975年（昭和50年）11月2日 貫通線、城南線、呉服町線廃止。連接車の運用停止。
- 1979年（昭和54年）2月11日 循環線、貝塚線廃止により、福岡市内線全線廃止

## 路線別概説

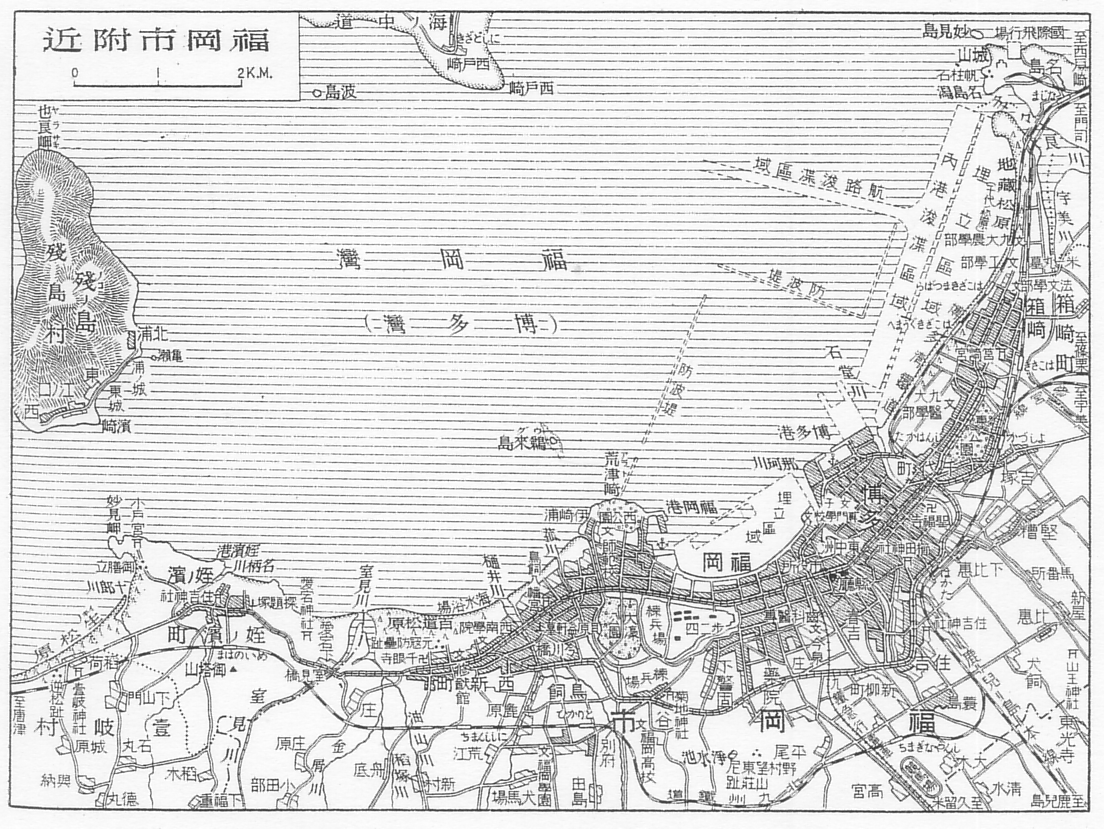
1930年頃（昭和初頭）の福岡市の地図。

◇印は西鉄福岡市内線内他線との接続停留場。名称は廃止時点のもの。

### 貫通線
区間
九大前（きゅうだいまえ） - 網屋町（あみやちょう） - 箱崎（はこざき） - 馬出（まいだし） - 東車庫前（ひがししゃこまえ） - 大学病院前（だいがくびょういんまえ） - ◇千代町（ちよまち） - 蓮池（はすいけ） - ◇呉服町（ごふくまち） - 土居町（どいまち） - 川端町（かわばたまち） - 東中洲（ひがしなかす） - 県庁前（けんちょうまえ） - ◇天神町（てんじんのちょう - 「天神」とだけ称することも多かった） - 西鉄グランドホテル前（にしてつ-まえ） - 大名二丁目（だいみょうにちょうめ） - 赤坂門（あかさかもん） - 平和台（へいわだい） - 大手門（おおてもん） - 荒戸一丁目（あらといっちょうめ） - 西公園（にしこうえん） - 唐人町（とうじんまち） - 地行（じぎょう） - 今川橋（いまがわばし） - ◇西新（にしじん） - 防塁前（ぼうるいまえ） - 藤崎（ふじさき） - 早良口（さわらぐち） - 室見橋（むろみばし） - 愛宕下（あたごした） - 竹の山四丁目（たけのやまよんちょうめ） - 姪浜（めいのはま - 「姪の浜」表記もあり）
運輸省に届けた正式名は「貫通線」であったが、社内や旅客案内上では「貫線（かんせん）」と通称されることが多かった。
- 1910年（明治43年）3月9日 大学前（後の大学病院前） - 黒門橋 開業
- 1910年（明治43年）4月17日 箱崎口（後の吉塚道）－大学前 開業
- 1910年（明治43年）8月12日 箱崎 - 箱崎口 開業
- 1910年（明治43年）11月13日 北筑線今川橋 - 姪の浜 - 青木 開業（当時は軌間762mmの蒸気軌道だった。今川橋は新今川橋の西詰にあった）
- 1910年（明治43年）12月18日 黒門橋 - 地行 開業
- 1911年（明治44年）3月11日 地行 - 今川橋（新今川橋東詰。北筑線（姪の浜方面）の今川橋駅とは離れていた） 開業
- 1921年（大正10年）6月5日 工科前（後の九大前） - 箱崎 開業
- 1922年（大正11年）7月26日 今川橋（西側） - 西新 - 姪浜 電化開業
- 1932年（昭和7年）3月25日 今川橋 - 西新町 開業（実質的には新今川橋上の区間である。これにより全線が開業）
- 1949年（昭和24年）11月18日 区間名称を福博本線から貫通線に改称
- 1975年（昭和50年）11月2日 全線廃止

九大前 - 今川橋は福博本線として福博電気軌道→東邦電力が、今川橋 - 姪浜は北筑線として博多電気軌道が敷設。

### 循環線（福博循環線）
路線
◇千鳥橋（ちどりばし） - ◇千代町 - 福高前（ふっこうまえ） - 緑橋（みどりばし） - ◇祇園町（ぎおんまち） - 博多駅前（はかたえきまえ） - 駅前四丁目（えきまえよんちょうめ） - 住吉（すみよし） - 柳橋（やなぎばし） - ◇渡辺通一丁目（わたなべどおりいっちょうめ） - 渡辺通二丁目（わたなべどおりにちょうめ） - 渡辺通四丁目（わたなべどおりよんちょうめ） - ◇天神 - 那の津口（なのつぐち） - 市民会館前（しみんかいかんまえ） - 対馬小路（つましょうじ） - 石城町（せきじょうまち） - 博多築港前（はかたちっこうまえ） - 千鳥橋
- 1911年（明治44年）10月2日 博多駅前（旧駅・祇園町付近） - 天神町- 取引所前 開業
- 1911年（明治44年）11月15日 取引所前 - 豊平 開業
- 1912年（明治45年）1月30日 大学通り（豊平を改称）－千代町－西門分岐点 開業
- 1914年（大正3年）4月22日 西門分岐点 - 博多駅前 開業（以上、博多電気軌道→九州水力電気が敷設）
- 1964年（昭和39年）7月1日 国鉄博多駅移転に伴い、（旧）博多駅前（停留場は移設して馬場新町に改称） - 柳橋間の新線が開業。
- 1964年（昭和39年）12月7日 馬場新町 - 柳橋間の旧線が廃止
- 1979年（昭和54年）2月11日 新線を含む全線廃止

福博循環線ともいわれ続けていた。廃止代替の路線バスも[85]福博循環線とされた。

### 呉服町線
路線
◇呉服町 - 奥の堂（おくのどう） - ◇祇園町
- 1910年（明治43年）3月9日 呉服町 - 停車場前（旧駅・祇園町付近）開業（福博電気軌道が敷設）
- 1949年（昭和24年）11月18日 区間名称を博多駅分岐戦から博多駅線に改称。
- 1964年（昭和39年）7月1日 国鉄博多駅移転に伴い、博多駅前を移設して馬場新町（後の祇園町）に改称。区間名称を博多駅線から呉服町線に改称。
- 1975年（昭和50年）11月2日 呉服町 - 祇園町 廃止

### 城南線
路線
◇渡辺通一丁目 - 城東橋（じょうとうばし） - 薬院大通（やくいんおおどおり） - 南薬院（みなみやくいん） - 動物園入口（どうぶつえんいりぐち） - 練塀町（ねりべいちょう） - 六本松（ろっぽんまつ） - 草香江 （くさがえ）- 大濠（おおほり） - 鳥飼（とりかい） - 城西橋 （じょうせいばし）- ◇西新
- 1928年（昭和3年）3月26日 全線開業（九州水力電気が敷設）
- 1975年（昭和50年）11月2日 全線廃止

### 吉塚線
路線
◇千代町 - 妙見（みょうけん） - 吉塚駅前（よしづかえきまえ）
- 1912年（明治45年）1月30日 西門分岐点 - 三角 開業（博多電気軌道が敷設）
- 1944年（昭和19年）12月3日 吉塚駅前 - 三角 休止（築港線として貨物扱いは継続）
- 1949年（昭和24年）11月18日 区間名称を三角分岐線から吉塚線に改称。
- 1959年（昭和34年）3月3日 吉塚駅前 - 三角 廃止
- 1973年（昭和48年）1月5日 千代町 - 吉塚駅前 廃止

### 築港線（貨物線）
路線
吉塚駅 - 博多築港
※三角 - 博多築港前は吉塚線・循環線と重複。
- 1912年（明治45年）5月28日 開業（博多電気軌道が敷設）
- 1961年（昭和36年）2月11日 休止
- 1963年（昭和38年）9月1日 廃止

国鉄吉塚駅構内を起点に、三角から吉塚線を、千代町から循環線に入り千鳥橋を経由し、博多築港前から北側に分岐して博多築港に至るルートであった。国鉄の貨車を通すため軌間は1067mmであり、吉塚線・循環線との重複区間では1067mm軌間と1435mm軌間の三線軌条となっていた。

### 宮地岳線（貝塚線）
路線
◇千鳥橋 - 馬出三丁目（まいだしさんちょうめ） - 浜松町（はままつちょう） - 箱崎浜（はこざきはま） - 網屋立筋（あみやたてすじ） - 箱崎松原（はこざきまつばら） - 九大中門（きゅうだいなかもん） - 貝塚（かいづか）
- 1924年（大正13年）5月23日 新博多（後の千鳥橋） - 名島 - 和白 開業。当時は博多湾鉄道汽船宮地嶽線の一部である。
- 1929年（昭和4年）8月16日 電化
- 1954年（昭和29年）3月5日 新博多（西鉄博多を改称） -競輪場前（西鉄多々良を改称）間が改軌・複線化され軌道福岡市内線から乗り入れ運転開始。
- 1979年（昭和54年）2月11日 千鳥橋 - 貝塚 廃止

宮地岳線の千鳥橋 - 貝塚間を改築し、営業上福岡市内線に編入した路線である。改築後も廃止まで正式名称は引き続き宮地岳線とされ、法規上も地方鉄道法に基づく鉄道線のままであった。

### 接続していた駅一覧
（呼称はすべて福岡市内線廃止当時の呼称）
- 博多駅前：国鉄博多駅
- 天神町：西鉄大牟田線福岡駅
- 城東橋：西鉄大牟田線薬院駅
- 貝塚：西鉄宮地岳線（貝塚 - 宮地岳間）貝塚駅
- 吉塚駅前：国鉄吉塚駅

### 備考
- 箱崎停留場は、現在のJR箱崎駅と遠く離れた筥崎宮参道脇（福岡市交通局箱崎宮前駅とほぼ同位置）にあり、折り返し線があった。
  - 馬出付近から箱崎までは廃線跡がバス専用道路に転用されている[7]。
- 姪の浜停留場は、現在のJR・福岡市交通局姪浜駅と離れた国道202号（唐津街道）上にあった。
- 西新停留場は、当時の国鉄筑肥線西新駅と遠く離れた場所（福岡市交通局西新駅とほぼ同位置）にあった。
- 貫通線の室見橋 - 姪の浜間は道路狭あいのため単線区間であり、いわゆるタブレットによる閉塞が行われていた。
- 貫通線と循環線は天神と千代町で平面交差（ダイヤモンドクロス）していた。循環線渡辺通四丁目方、千鳥橋方から貫通線に出入りする複線の斜行亘り線があった。
- 馬場新町（後の祇園町）にも短期間ながら平面交差（循環線旧線と呉服町）であり、循環線緑橋方から博多駅方への複線の斜行亘り線があった。
- （旧）博多駅前には博多駅分岐線と循環線との平面交差（ダイヤモンドクロス）があったが、1948年（昭和23年）に廃止された。
- 渡辺通一丁目、呉服町、千鳥橋には複線の3Y形亘り線があり、相互に連絡していた。
- 電車廃止後、配置転換で大牟田線の乗務員や西鉄バス運転士になった職員もいたが、地下鉄開業で福岡市交通局の職員（地方公務員）になった者もいた。
- 電車廃止を記念し、作詞：阿部満夫 作曲：竹堂義夫による「さらば福岡市内線」という記念歌がある。
- 電車廃止の記念品として、レールを約1cm程度の厚みで輪切りにし、磨き加工した文鎮がある。
- 廃止後は工期の短縮と道路交通への影響を緩和するため、大部分の路面区間でレールや石畳を撤去せず、そのまま舗装材で埋める工法がとられた。

## 運転系統

### 西鉄成立後から1950年頃まで
本来福博系と博軌系の2社グループが競って路線網を構築していたので、福博電車に統合後も運転系統は別々であった。
福博系は、九大前 - 姪浜、九大前 - 博多駅前、博多駅前 - 姪浜が主系統のT字型で、その途中折り返しがあった。
博軌系は、吉塚駅前 - 千代町 - 築港前 - 天神町 - 柳橋 - 博多駅 - 千代町、西新町 - 六本松 - 柳橋 - 博多駅前 - 千代町 - 築港前 - 天神町 - 渡辺通一丁目（スイッチバック） - 六本松 - 西新町と循環線と支線を絡めた主系統で、その途中折り返しがあった。
1952年以降の3年間で、貝塚線を含めた福岡市内線のどの停留場からも天神町へ直通できるよう、西新町を除く各分岐点（交差点）での連絡亘り線の新設が行われ、複雑な運転系統が設定された。

### 吉塚線廃止直前時
1973年（昭和48年）1月4日の吉塚線廃止直前時は以下の通り。当時、年々運転系統の統廃合が進んでおり、8系統のようにきわめて複雑な経路を取る系統もあった。このため、電車の系統板に路線図を刷り込み、運転系統を図示していた。1975年（昭和50年）11月2日の大幅廃止により系統番号は使用されなくなったが、市営地下鉄開業までの間に西鉄が運行した電車代行代替バスの系統番号として使用されることとなった（その影響で一部の既存路線バスの系統番号が変更された）。また、識別のため代替バスの系統番号はオレンジ色の丸に黒数字で表示されていた。なお、地下鉄開業後も一部の系統番号は福岡都市圏の西鉄バス系統番号に引き継がれたが、いずれものちに系統再編などにより番号や経路が変更されている。
- 1：姪浜 - 室見橋 - 西新 - 西公園 - 天神 - 呉服町 - 千代町 - 九大前
- 5：姪浜 - 室見橋 - 西新 - 西公園 - 天神 - 呉服町 - 千代町 - 千鳥橋 - 貝塚駅
- 8：室見橋 - 西新 - 西公園 - 天神 - 呉服町 - 祇園町 - 博多駅前 - 渡辺通一丁目 - 天神 - 博多築港前 - 千鳥橋 - 千代町 - 緑橋 - 祇園町 - 博多駅前 - 渡辺通一丁目 - 六本松 - 西新 - 室見橋
- 10：姪浜 - 西新 - 六本松 - 渡辺通一丁目 - 博多駅前 - 祇園町 - 呉服町 - 千代町 - 九大前
- 16：吉塚駅前 - 千代町 - 千鳥橋 - 博多築港前 - 天神 - 渡辺通一丁目 - 博多駅前 - 祇園町 - 緑橋 - 千鳥橋 - 貝塚駅
- 20：西新 - 六本松 - 渡辺通一丁目 - 天神 - 千代町 - 九大前
- 25：西新 - 六本松 - 渡辺通一丁目 - 天神 - 博多築港前 - 千鳥橋 - 貝塚駅

### 全廃直前時
1975年の大幅廃止後は循環線（福博循環線）と宮地岳線（貝塚線）のみの「うちわ状」の路線となり、貝塚 - 千鳥橋 - 循環線を2周 - 千鳥橋 - 貝塚というルートで、時計回り循環と反時計回り循環が貝塚から交互発車するダイヤが組まれていた。このダイヤは営業区間のどこであっても、今度かその次どちらかの電車に乗れば、乗り換えなしで行けるという利点があった。

## 車両

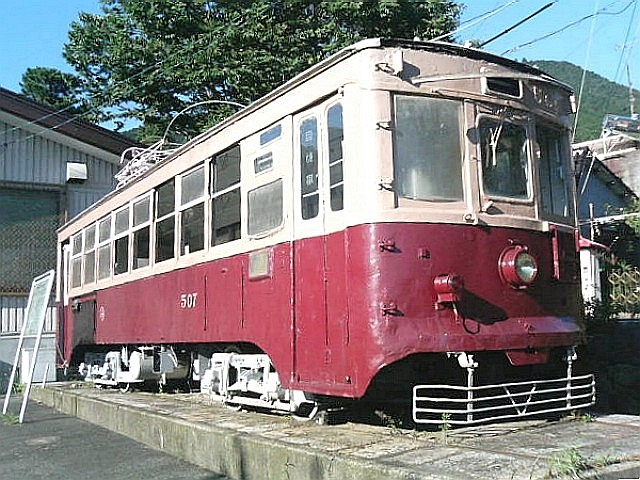
須恵町皿山公園に保存されている福岡市内線507号

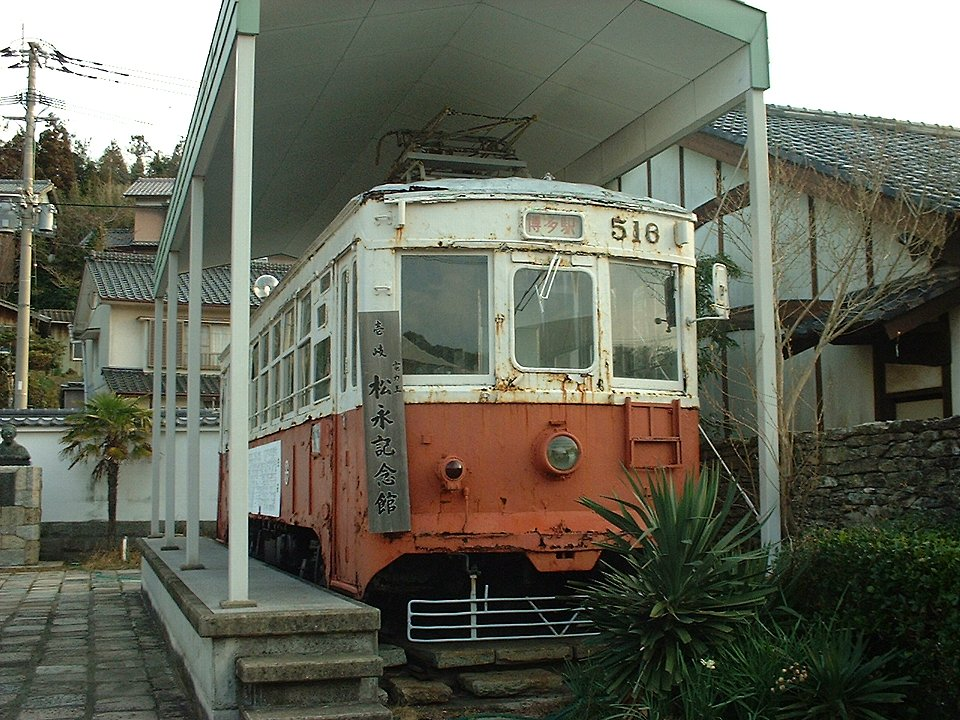
壱岐島に保存されている516号

### 旅客用
- 木造4輪単車（1 - 70）
- 66形（66 - 69・71 - 75） - 北九州線から転属。福岡市内線大幅廃止後、廃車の75を除き北九州線に復帰。
- 100形（101 - 156） - 元北九州線1形・35形。
- 200形（201 - 213） - 大牟田市内線・福島線に転属。両線の廃止後に福岡市内線に復帰。
- 300形（初代）（301 - 303） - 元北九州線100形。1952年（昭和27年）に北九州線に復帰。
- 300形（2代）（301 - 305） - 福岡市内線大幅廃止後、北九州線に転属。
- 501形・551形（501 - 520・551 - 560）
- 561形（561 - 608） - 福岡市内線大幅廃止後、一部が北九州線に転属。
- 1000形・1100形・1200形・1300形 - 2両連接車。一部はカルダン駆動だった。

### 貨物用・事業用
- 20形（20 - 22） - 花電車用。福岡市内線大幅廃止後、長崎電気軌道および鹿児島市交通局に譲渡（長崎電気軌道87形、鹿児島市電20形を参照）。
- 1000形→800形（1001 - 1005・1011 - 1014→801 - 804） - 築港線専用電気機関車。
- 散水車

## 車庫・工場
東工場
車庫も併設していたので、停留場名は「東車庫」だった。現在の「警察本部前」バス停そばで、藤崎自動車営業所東営業区となったあと、今ではサンリヤン県庁前が建っている。
城西車庫
市内線で最大規模の車庫で、10線の留置線と2線の車庫内線があった。現在の「城西橋」バス停南側で、藤崎自動車営業所城西営業区となり、今ではゴルフ練習場とレガネット城西となっている。
今川車庫
現「今川橋」バス停北側で、福岡市地下鉄の変電所となっている。晩年は西電車営業所が併設されており、今川自動車営業所→福岡貸切営業所→西鉄観光バス福岡中央支社として2010年まで存続した。
多々良車庫
現在の貝塚線多々良工場・車庫に併設していた、福岡市内線最後まで残った車庫。末期は8線で、藤崎自動車営業所貝塚営業区となり、今は貝塚線ホームそばの社員の駐車場になっている。東電車営業所が併設されていた。
南車庫
現「渡辺通り二丁目」バス停そばに1970年まであった。現在は九電ビル新館と西鉄渡辺通ビルになっている。南電車営業所が併設されていた。

## 福岡LRT構想
福岡市内線の全廃から30年近くが経過した2008年11月、西鉄は今後10年の経営方針の中で「公共交通の利用を増やす手段として「LRT（新型路面電車）導入の検討」を盛り込んだと報じられた。西鉄の高崎繁行経営企画本部長は「（復活は）福岡市などの協力が得られるのが前提だが、市内を循環する路線があってもいい」と話している。